# Les Recettes du bonheur
Pour plus de détails, voir Fiche technique et Distribution.
Les Recettes du bonheur ou Le Voyage de cent pas au Québec (The Hundred-Foot Journey) est une comédie dramatique américano-indien réalisé par Lasse Hallström, sorti en 2014. Adapté du roman homonyme (en) de Richard C. Morais (en) (2010), il a pour acteurs principaux Helen Mirren, Om Puri, Manish Dayal et Charlotte Le Bon. Le film raconte l'histoire d'une querelle entre deux restaurants adjacents dans un village français : celui qui est exploité par une famille indienne et qui a récemment emménagé, et un restaurant étoilé au guide Michelin.
Produit par Steven Spielberg, Oprah Winfrey et Juliet Blake pour DreamWorks Pictures et leurs sociétés de production respectives, Amblin Entertainment et Harpo Films, en association avec Participant Media et Image Nation, Les Recettes du bonheur reçoit des critiques aussi bien positives que négatives, avec un box-office mondial de près de 90 000 000 $.

## Synopsis

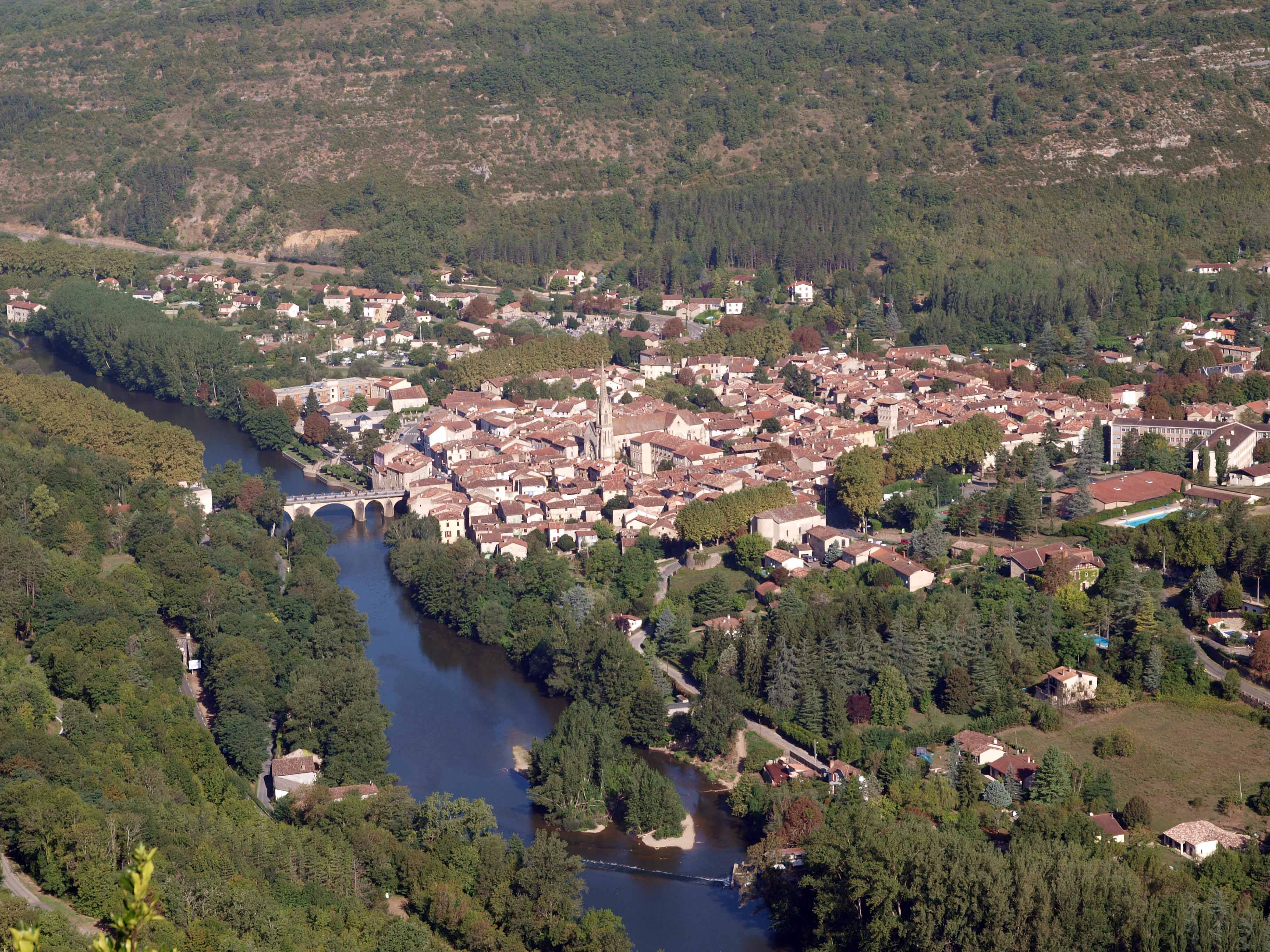
Vue aérienne de Saint-Antonin-Noble-Val.

La famille Kadam tient un restaurant à Mumbai. Le cadet, Hassan (Manish Dayal), est désigné pour remplacer sa mère (Juhi Chawla) comme cuisinier en chef. Cependant, une foule attaque et incendie le restaurant en raison de litiges politiques. Papa (Om Puri) et sa famille font évacuer les clients, mais Maman est morte encerclée par les flammes. Cherchant l'asile en Europe, la famille s'installe d'abord à Londres, où leur résidence est mal adaptée pour accueillir un restaurant. Ils partent alors pour l'Europe continentale.
Peu de temps après être entrés en France, les freins de la fourgonnette de Papa lâchent à proximité de Saint-Antonin-Noble-Val (Tarn-et-Garonne). Marguerite (Charlotte Le Bon), un sous-chef dans un restaurant français haut de gamme nommé « Le Saule Pleureur », passe et se propose d'aider la famille pour qu'ils puissent trouver un atelier de réparation automobile et une maison d'hôtes. Elle les amène finalement à son appartement et leur propose à dîner. Papa est étonné de la qualité de la nourriture dans le village et de sa disponibilité, avant de découvrir que Marguerite fait les plats elle-même.
Papa apprend qu'un restaurant abandonné est disponible à l'achat. Il est situé directement en face, de l'autre côté de la rue, du Saule Pleureur. Madame Mallory (Helen Mirren), la propriétaire hautaine du Saule Pleureur, demande aux Kadam de quitter les lieux car il s'agit d'une « propriété privée ». Papa achète la propriété, malgré le fait que le reste de sa famille soit contre ce choix – en raison de la concurrence du Saule Pleureur. Il nomme le restaurant la « Maison Mumbai ».
Un jour, Madame Mallory vient à la Maison Mumbai pour demander un menu, puis achète tous les ingrédients disponibles localement nécessaires pour cuisiner les plats destinés à être servis à la soirée d'ouverture du nouvel établissement. Une guerre froide éclate entre Papa et Madame Mallory : la cuisine indienne affronte la haute gastronomie française. Le 14 juillet, l'un des chefs de Mallory, Jean-Pierre (Clément Sibony), et deux autres personnes vandalisent le restaurant des Kadam en inscrivant au pistolet à peinture, « la France aux Français » ; ils lancent des bombes incendiaires à l'intérieur de la Maison Mubai. Dans cette affaire, Madame Mallory n'a rien à voir avec tout cela. Hassan prend les responsables sur le fait et les effraie, mais ses mains et ses jambes sont brûlées. Ce même soir, Madame Mallory convoque son équipe, vire Jean-Pierre et nettoie elle-même les graffitis sur le mur extérieur de la Maison Mumbai.

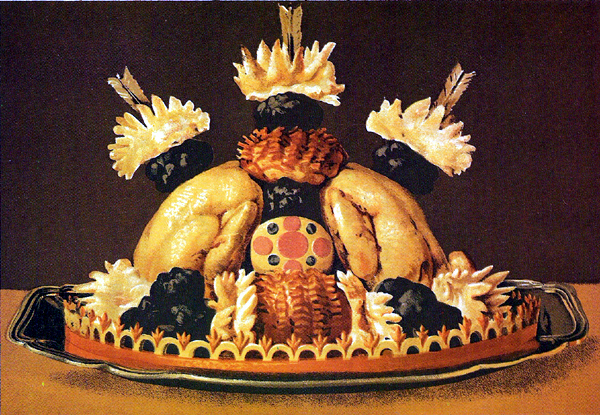
Poularde à la Godard, planche en couleurs du Livre de cuisine (1867) de Jules Gouffé. Sur les conseils de Marguerite, Hassan utilise l'ouvrage pour réaliser des recettes de qualité.

Après avoir entendu de Marguerite que Madame Mallory embauche des chefs prometteurs par la dégustation d'une omelette et décide si la personne est en effet un grand cuisinier, Hassan demande s'il peut en préparer une avec sa propre recette. En raison de ses mains calcinées, Madame Mallory aide à la confection sous la supervision de Hassan. Après avoir goûté l'omelette, Madame Mallory reconnaît le potentiel de Hassan et l'invite à travailler pour elle. Papa est au début contre le départ de son fils, mais conclut finalement un accord avec elle contre rémunération.
La cuisine de Hassan dans le restaurant de Madame Mallory permet à ce dernier de recevoir sa deuxième étoile Michelin. La distinction attire l'attention nationale sur Hassan, qui reçoit une offre d'emploi sur Paris, au restaurant « La Baleine Grise » – il s'agit, en réalité, du restaurant « Georges » du Centre Pompidou. Papa et Madame Mallory commencent à se voir plus fréquemment.
La cuisine de Hassan à Paris reçoit rapidement une multitude de critiques positives, alimentant les spéculations d'une troisième étoile au guide Michelin pour le restaurant parisien. Cependant, son travail est de plus en plus perturbé par des pensées envers sa famille et Marguerite envers qui il éprouve des sentiments. Hassan retourne à la maison et renoue avec Marguerite. Il invite cette dernière à se joindre à lui dans une nouvelle entreprise, tout en assurant le contrôle opérationnel du Saule Pleureur. Hassan croit que cela aidera le restaurant à gagner sa troisième étoile. Le soir, Hassan et Marguerite préparent le dîner au restaurant de Madame Mallory et apportent les plats à la Maison Mumbai pour le plaisir de tous.

## Fiche technique
Sauf indication contraire, les informations mentionnées dans cette section peuvent être confirmées par les bases de données cinématographiques IMDb et Allociné,  présentes dans la section « Liens externes ».
- Titre original : The Hundred-Foot Journey

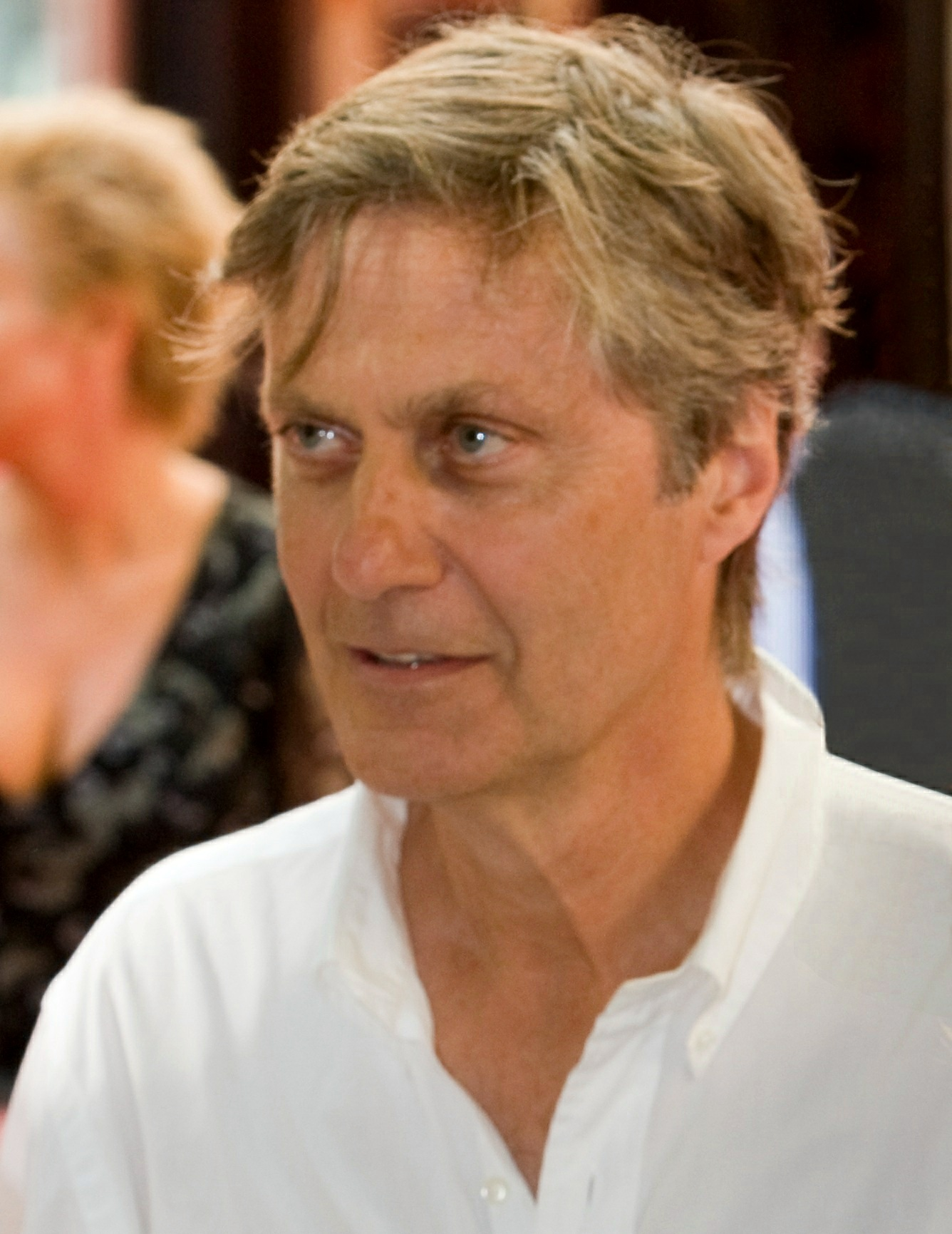
Lasse Hallström (ici en 2011), le réalisateur des Recettes du bonheur.

- Titre français : Les Recettes du bonheur
- Titre québécois : Le voyage de cent pas[3]
- Réalisation : Lasse Hallström
- Scénario : Steven Knight, d’après le roman Les Recettes du bonheur (en) de Richard C. Morais (en)
- Musique : A.R. Rahman
- Direction artistique : Karen Schulz Gropman, Alain Guffroy, Philippe Lacomblez et Ravi Srivastava
- Décors : David Gropman
- Costumes : Pierre-Yves Gayraud
- Photographie : Linus Sandgren
- Son : Michael Barry, Michael Kirchberger, Dave Paterson, Andrii Trifonov
- Montage : Andrew Mondshein
- Production : Juliet Blake, Steven Spielberg et Oprah Winfrey
  - Production exécutive : Tabrez Noorani (Inde)
  - Production déléguée : Carla Gardini, Caroline Hewitt, Jonathan King et Jeff Skoll
  - Production associée : Pravesh Sahni (Inde)
- Sociétés de production :
  - États-Unis : Amblin Entertainment, Dreamworks Pictures, Harpo Films, Participant et Touchstone Pictures
  - Inde : Reliance Entertainment et India Take One Productions[4]
  - Émirats arabes unis : Imagenation Abu Dhabi FZ
- Sociétés de distribution : Walt Disney Studios Motion Pictures (États-Unis) ; Reliance Distribution (Inde) ; Metropolitan Filmexport (France) ; Ascot Elite Entertainment Group (Suisse romande) ; Touchstone Pictures (Québec)[5]
- Budget : 22 millions USD[6],[7]
- Pays de production :  États-Unis,  Inde[8],[N 1]
- Langues originales : anglais, hindi, français
- Format : couleur — 35 mm — 2,39:1 — son Datasat / Dolby Digital / SDDS
- Genre : comédie dramatique
- Durée : 122 minutes
- Dates de sortie[9] :
  - États-Unis, Canada : 8 août 2014[3]
  - Émirats arabes unis : 28 août 2014
  - France, Belgique, Suisse romande : 10 septembre 2014[10],[11],[12]
- Classification[13] :
  - États-Unis : certaines scènes ou propos sont susceptibles de heurter la sensibilité des plus jeunes - accord parental souhaitable (PG - Parental Guidance Suggested)[N 2]
  - Émirats arabes unis : tous publics, sous la surveillance d'un adulte (PG)
  - France : tous publics[14]
  - Belgique : tous publics (Alle Leeftijden)[11]
  - Suisse romande : interdit aux moins de 6 ans[15]
  - Québec : tous publics (G - General Rating)[3]

## Distribution
Sources : version française (V. F.) sur RS Doublage ; version québécoise (V. Q.) sur Doublage Québec
- Helen Mirren (V. F. : Évelyn Séléna ; V. Q. : Claudine Chatel) : Madame Mallory
- Om Puri (V. Q. : Manuel Tadros) : Papa
- Manish Dayal (V. Q. : Gabriel Lessard) : Hassan Kadam
- Charlotte Le Bon (V. F. : Elle-même ; V. Q. : Kim Jalabert) : Marguerite
- Michel Blanc (V. F. : Lui-même ; V. Q. : Alain Zouvi) : le maire de Saint-Antonin-Noble-Val
- Vincent Elbaz (V. F. : Lui-même ; V.Q. : Patrice Dubois) : Paul, le manager du restaurant parisien de cuisine moléculaire
- Farzana Dua Elahe (V. Q. : Rachel Graton) : Mahira Kadam
- Dillon Mitra (V. F. : Gabriel Bismuth-Bienaimé ; V. Q. : Matis Ross) : Mukthar Kadam
- Shuna Lemoine : la femme du maire
- Clément Sibony (V. Q. : Adrien Bletton) : Jean-Pierre, le chef du Saule pleureur
- Juhi Chawla (V. Q. : Mélanie Laberge) : Maman
- Rohan Chand : le jeune Hassan
- Amit Shah (VF : Alexis Tomassian, V. Q. : Nicolas Charbonneaux-Collombet) : Mansur Kadam

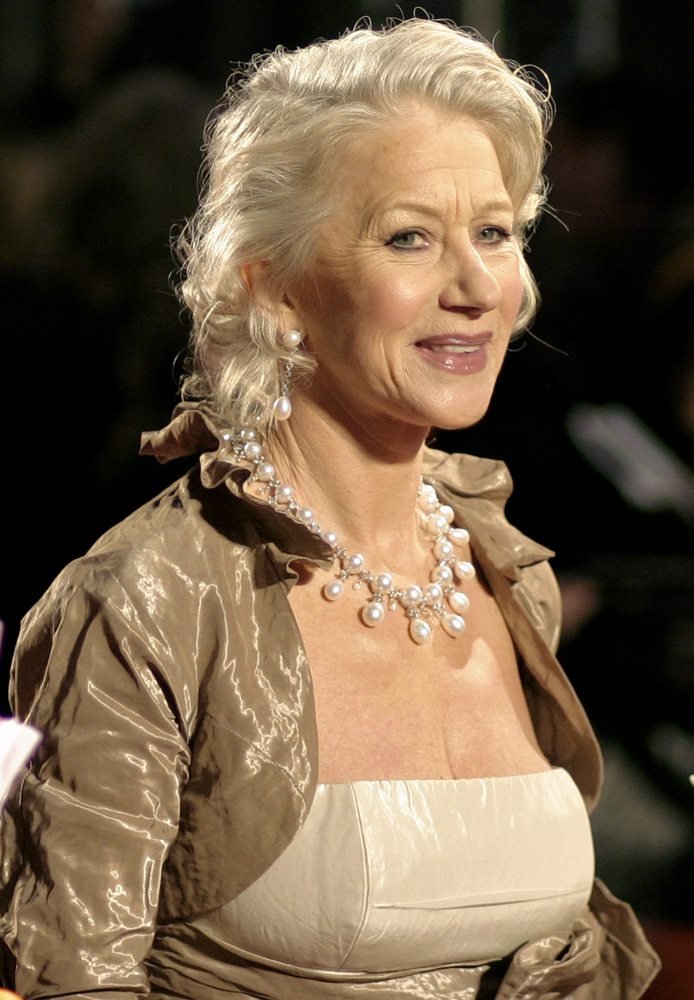
Helen Mirren interprète Madame Mallory.
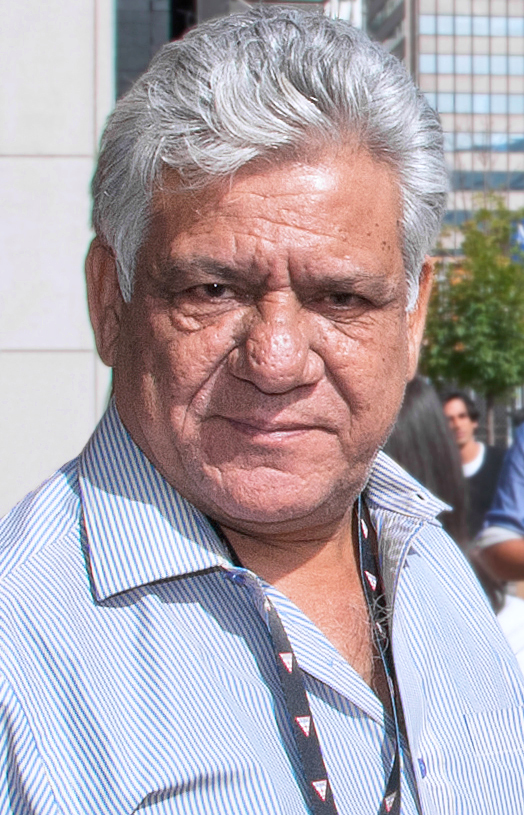
Om Puri interprète Papa.
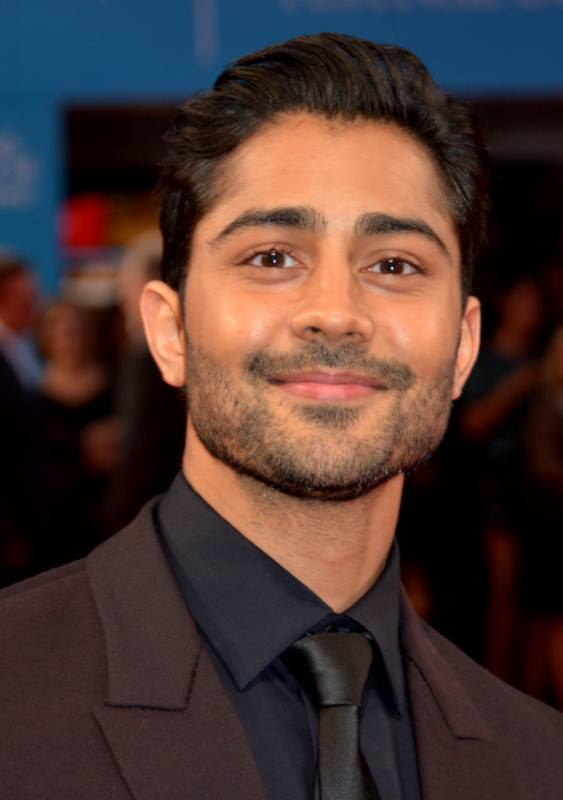
Manish Dayal interprète Hassan Kadam.
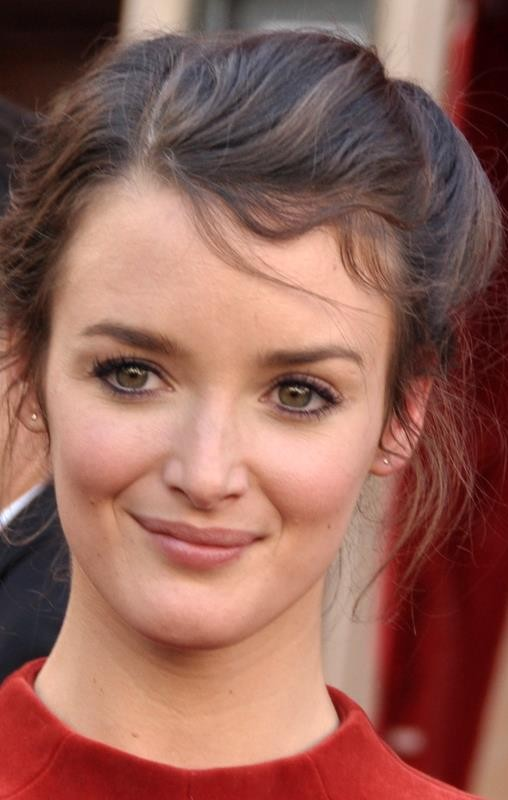
Charlotte Le Bon interprète Marguerite.

## Production

### Développement
Le 3 juin 2013, DreamWorks SKG engage le réalisateur Lasse Hallström pour adapter le roman de Richard C. Morais (en), Les Recettes du bonheur (en), une histoire fictive entre deux restaurants rivaux en France. Steven Spielberg, Oprah Winfrey et Juliet Blake produisent l'adaptation cinématographique scénarisée par Steven Knight. Dans une interview, Oprah Winfrey déclare que « les mélanges alimentaires […] nous permettent d'avoir juste un petit aperçu dans la vie de quelqu'un d'autre ». Elle choisit ce livre car c'est, selon elle, le meilleur livre de l'été 2010. Elle ajoute que « c'est à propos d'êtres humains venant de comprendre d'autres êtres humains et le plus important, après que vous obteniez de l'expérience, que vous vous mettiez à la place de quelqu'un d'autre, que vous les voyiez comme un véritable être humain et que vous comprenez que vous n'êtes vraiment pas plus semblables que vous êtes différents ». Sanjeev Lamba, le PDG de Reliance Entertainment déclare que le film est une grande production, car elle compte des noms réputés, et le partenariat étroit avec DreamWorks reflète une véritable association internationale.

### Attribution des rôles
La directrice du casting est Lucy Bevan. Steven Spielberg fait appel à Charlotte Le Bon qu'il découvre en 2010, lorsqu'elle est la miss Météo du Grand Journal. Le 3 juin 2013, Helen Mirren est en cours de négociations pour rejoindre le casting. Le 1er juillet, DreamWorks confirme la distribution des rôles à Hellen Mirren et Manish Dayal.
Environ 800 figurants sont recrutés via la presse locale de Saint-Antonin-Noble-Val.

### Tournage
Avant le tournage, les acteurs Manish Dayal et Charlotte Le Bon passent une quantité considérable de temps à aller dans les restaurants pour observer et apprendre dans les cuisines, dont notamment deux jours auprès de Jean Imbert de L'Acajou, un célèbre restaurant parisien. Pour approuver la gastronomie mise en avant dans le film, la productrice Juliet Blake consulte un chef indien, Floyd Cardoz, qui comprend « fusionner ensemble deux cultures à travers la cuisine ».
Le tournage commence le 23 septembre 2013 dans le sud de la France, et plus précisément en Tarn-et-Garonne à Saint-Antonin-Noble-Val, pendant neuf semaines. Il se poursuit aux Pays-Bas avant de revenir en France, dans les studios de la Cité du cinéma de Saint-Denis (Seine-Saint-Denis). Des scènes sont également prises dans plusieurs lieux pittoresques de la région Midi-Pyrénées. Les scènes de la Maison Mumbai sont tournées à Carlus (Tarn) et celles du Saule Pleureur au château de la Durantié situé à Lanouaille (Dordogne).

### Bande originale

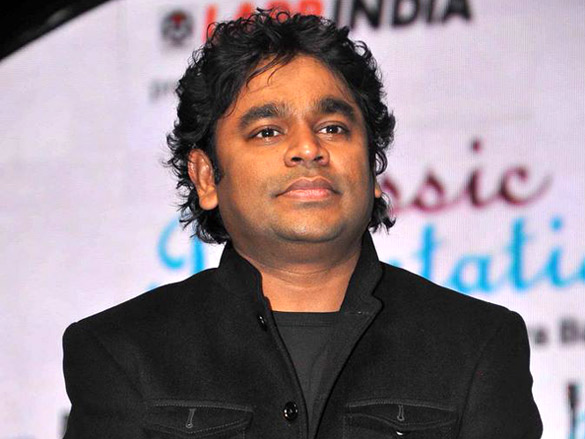
A. R. Rahman, ici à la des Filmfare Awards, compose la bande originale du film.

En décembre 2013, un communiqué de presse du New York Times confirme que A. R. Rahman compose la musique du film. Il commence à l'écrire après la fin du tournage du film, qu'il trouve très plaisant. Après avoir vu la première coupure, il compose pendant un mois et demi. Il déclare que la partie indienne de la partition est écrite pour sitar, sarod et santoor. Selon lui, la partition n'est pas la première chose à faire, il veut d'abord tisser le scénario dans un thème sans début et sans fin. Ainsi, la bande originale est composée d'une manière particulière, où sont confrontées des sonorités indiennes et françaises. La distinction est fortement mise en évidence à travers la musique, lors de la séquence où les deux cuisines concurrentes travaillent en parallèle. A. R. Rahman déclare que la composition a des « sensibilités de la musique classique ». Le réalisateur et le compositeur travaillent ensemble, communiquent via Skype alors que Rahman est à Los Angeles en train de finir Million Dollar Arm et Lasse Hallström en plein tournage du film en France. Rahman enrôle le poète indien Gulzar pour la chanson Afreen écrite en hindi et en ourdou. Grâce à ce morceau, les principaux thèmes de la bande originale sont élaborés. En juillet 2014, la chanteuse Alka Yagnik enregistre ses pistes, qualifiées « d'extrêmement mélodieuses ». Le chanteur Nakash Aziz, à travers le morceau Afreen, et Alka Yagnik commencent leur carrière de playback à Hollywood grâce à la bande originale. Le réalisateur du film écrit à la fin de la partition finale qu'elle est « intensément personnelle et originale ». Dans une interview au Indiewire, Lasse Hallström dit que le mixage des sons et des langues donne une partition hybride savoureuse.
La bande originale sort sous le label Hollywood Records le 12 août 2014.

## Accueil

### Promotion et sortie
La première bande-annonce du film sort le 13 mai 2014. La première new-yorkaise du film a lieu au Ziegfeld Theatre le 4 août 2014. Le film sort aux États-Unis le 8 août 2014. À la fin du mois, les guides Michelin annoncent l'établissement d'un accord avec Metropolitan Filmexport pour la promotion du film. En collaboration avec JCDecaux, ils décorent notamment, entre le 3 et le 9 septembre, un Abribus de l'avenue des Ternes (17e arrondissement de Paris) aux couleurs ocres du film.
Walt Disney Studios Motion Pictures distribue The Hundred-Foot Journey à l'échelle mondiale grâce à sa filiale Touchstone Pictures, à l'exception des pays européens, africains et du Moyen-Orient où les droits du film sont vendus par Mister Smith Entertainment à des distributeurs indépendants. Reliance Entertainment distribue le film uniquement en Inde. Le film sort en France sous la traduction Les Recettes du bonheur. Le film est diffusé dans 2 167 salles de cinéma à travers le monde.
Voici la liste des dates de sortie du film référencées par l'Internet Movie Database et classées par ordre chronologique selon le pays (ou le lieu de distribution) :
- Israël : 7 août 2014
- Canada,  Pologne et  États-Unis : 8 août 2014
- Festival du film de Tartu : 9 août 2014
- Festival international du film de Locarno : 12 août 2014
- Australie,  Hongrie,  Nouvelle-Zélande et  Portugal : 14 août 2014
- Lettonie et  Roumanie : 15 août 2014
- Trinité-et-Tobago : 20 août 2014
- Allemagne : 21 août 2014
- Afrique du Sud,  Autriche,  Bulgarie,  Estonie,  Kenya,  Lituanie et  Pakistan : 22 août 2014
- Émirats arabes unis,  Brésil,  Hong Kong,  Irak,  Jordanie,  Koweït,  Liban,  Malaisie et  Singapour : 28 août 2014
- Finlande : 29 août 2014
- Albanie,  Argentine,  Chili,  Croatie,  Macédoine,  Mexique,  République tchèque,  Serbie et  Uruguay : 4 septembre 2014
- Irlande,  Népal et  Royaume-Uni : 5 septembre 2014
- Festival du cinéma américain de Deauville : 6 septembre 2014
- Belgique,  France et  Luxembourg : 10 septembre 2014
- Azerbaïdjan,  Danemark,  Kazakhstan,  Pérou,  Russie,  Slovénie et  Ukraine : 11 septembre 2014
- Suède : 12 septembre 2014
- Aruba et  Costa Rica : 18 septembre 2014
- Panama et  Viêt Nam : 19 septembre 2014
- Festival international du film de Saint-Sébastien : 20 septembre 2014
- Espagne et  Turquie : 26 septembre 2014
- Norvège : 3 octobre 2014
- Malte : 8 octobre 2014
- Italie et  Pays-Bas : 9 octobre 2014
- Grèce : 16 octobre 2014
- Chypre : 17 octobre 2014
- Colombie : 23 octobre 2014
- Taïwan : 24 octobre 2014
- Japon : 1er novembre 2014
- Venezuela : 7 novembre 2014
- Thaïlande : 13 novembre 2014
- Festival international du film de Pékin : 19 avril 2015

Les Recettes du bonheur sort en disque Blu-ray et DVD le 2 décembre 2014 par Walt Disney Home Entertainment.

### Accueil critique
Le film reçoit des critiques mitigées aux États-Unis. Sur Rotten Tomatoes, le film détient une note moyenne de 6,2 sur 10, basée sur 127 avis comptabilisés. Le consensus des critiques est le suivant : « le réalisateur Lasse Hallström fait du beau travail et Helen Mirren est toujours aussi intéressante à regarder, mais le scénario des Recettes du bonheur progresse de manière prévisible comme déjà d'innombrables comédies dramatiques agréables ». Auprès du public, la note moyenne s'élève à 8 sur 10. Sur Metacritic, le film obtient un score de 55 sur 100, sur la base de 36 critiques, indiquant des « critiques mitigées ou moyennes ». Le public donne quant à lui une note moyenne de 7,1 sur 10.
Alonso Duralde de The Wrap décrit le film comme un « ragoût étonnamment fade du porno alimentaire et de la manipulation émotionnelle, filtré à travers les sensibilités sans grandes prétentions du réalisateur Lasse Hallström ». Justin Chang de Variety le décrit quant à lui comme étant « la marque la plus apaisante de la gastronomie réconfortante cinématographique ». Le critique de cinéma Edwin Arnaudin du Asheville Citizen-Times donne au film un « B+ ». Le critique de cinéma Kenneth Turan de National Public Radio dit que le film est divertissant, tout en critiquant la prévisibilité de l'histoire et « souhait[ant] que le film ait plus de jus, de vie qui coule dans ses veines ».
En France, le film est aussi bien accueilli favorablement que défavorablement. Sur le site Allociné, la presse lui donne une moyenne de 2,3 sur 5, sur la base de 15 critiques, et les spectateurs une moyenne de 3,8 sur 5, basée sur 997 avis comptabilisés. Les Recettes du bonheur est le film coup de cœur du magazine féminin Terra Femina. Pour Philippe Guedj du Parisien, cette « comédie sucrée » est réussie : il note « un Sud-Ouest de carte postale, des plats joliment mis en scène, des noms prestigieux, une ode à Bollywood, une vision pittoresque de la France, de l'amour et des bons sentiments ». Pour Laurent Schenck d'Allociné, le film est une « comédie à la fois culinaire et sentimentale », qui obtient une note moyenne de 3,7 sur 5 sur le site. À travers de « belles images », Gwenola Trouillard de Télé Loisirs constate que le village de Saint-Antonin-Noble-Val est « le théâtre d'un affrontement épicé entre la gastronomie française défendue par Helen Mirren et la cuisine indienne d'un jeune prodige des fourneaux. Lequel noue, avec une pétillante sous-chef, une idylle bucolique ». Yannick Vely de Paris Match explique que le film « donne parfois l'impression d'avoir été réchauffé aux micro-ondes des clichés, mais la magie opère […]. On a envie d'y goûter, d'y plonger la fourchette et la mie de pain ».
Cependant, Jacky Bornet, journaliste et responsable de la rubrique Cinéma de la Culturebox, octroie une note de 1 sur 5 au film, qui selon lui « apparaît calqué sur le scénario du génial Ratatouille ». Pour Christophe Chadefaud de L'Express, le film est un « interminable navet de deux heures dont on devine chaque scène dès le générique : plâtrée de clichés anachroniques sur son lit de bon sentiment ». Pour Franck Nouchi du Monde, c'est « un ragoût de vieille France » ; il critique notamment le fait que ce soit une actrice britannique (Helen Mirren) qui interprète le rôle français de Madame Mallory.

### Box-office
Le film rapporte 10 979 290 $ le week-end de sa sortie, terminant ainsi à la 4e place. La première semaine, il termine en tête du top des spectateurs d'Allociné. À partir de décembre 2014, le film rapporte 54 240 821 $ en Amérique du Nord (61 %) et 34 640 000 $ dans d'autres pays (39 %), pour un total mondial de 88 880 821 $. En France, le film réalise 177 377 entrées.

## Distinctions

### Récompenses
- Festival international norvégien du film de Haugesund 2014 : prix du public pour Lasse Hallström
- Heartland Film 2014 : Truly Moving Picture Award pour Lasse Hallström[65]

### Nominations
- Women Film Critics Circle Awards 2014 : meilleure actrice de comédie pour Helen Mirren
- Golden Globes 2015 : Meilleure actrice dans un film musical ou une comédie pour Helen Mirren
- Winnipeg Real to Reel Film Festival 2015 : meilleur long métrage pour Lasse Hallström

### Sélections
- Festival du cinéma américain de Deauville 2014 : premières - hors compétition pour Lasse Hallström
- Festival international du film de Locarno 2014 : avant-premières - Piazza Grande pour Lasse Hallström

## Éditions en vidéo
- En France, le film Les Recettes du bonheur est sorti en DVD et Blu-ray le 28 janvier 2015[10],[66],[67] et en VOD le 1er octobre 2021[10].
- Au Québec, le film est sorti en DVD / Blu-ray le 2 décembre 2014[5].

## Analyse

### Personnages

#### Papa, de la famille Kadam
Pour Om Puri (interviewé en juillet 2014), Papa est un homme autodidacte qui travaille dur. Il a su se déraciner de son passé, après le désastre qui s'est déroulé à Mumbai, à la recherche d'une vie meilleure. Il arrive en France et décide, contre la volonté de ses enfants, de s'y installer.
C'est un personnage curieux et très humble.

#### Madame Mallory
Le passé de Madame Mallory reste flou. Elle aurait d'abord dirigé son restaurant prospère dans le village de Saint-Antonin-Noble-Val avec son mari, lorsqu'ils étaient jeunes, « dans un pays où la gastronomie est prise très au sérieux » (interview de Helen Mirren en août 2014). Puis, au moment de la mort de son conjoint, elle aurait gardé l'établissement. L'étoile au Guide Michelin reste « toute sa vie ». Au moment où le restaurant indien s'installe juste en face du sien, de l'autre côté de la route, cela devient irritant pour elle ; c'est une offense à la bienséance des Français, mais aussi à leur cuisine. L'association d'une musique bruyante à des lumières clignotantes dans le restaurant indien est, pour elle, l'opposé de l'incarnation même de l'élégance.
C'est un personnage déterminé, obsédé, très professionnel et attaché à la culture, l'histoire et la cuisine française. Le fait qu'elle soit totalement dédiée à la gastronomie la rendrait, en fin de compte, étroite d'esprit.

#### Marguerite
D'après Charlotte Le Bon (interviewée en juillet 2014), « c'est une jeune femme française très typique qui vit juste complètement sa passion » dans le restaurant prestigieux du village, dirigé par Madame Mallory. Un jeune indien venu de nulle part, Hassan Kadam, entre soudainement dans sa vie. Se tissent de réels sentiments et tous deux partagent la même passion qu'est la cuisine. Mais une compétition débute entre eux : Marguerite devient jalouse de Hassan lorsqu'il prend la place de chef cuisinier du restaurant, alors qu'elle l'espérait depuis longtemps.
Ce n'est pas simplement un personnage frais qui vit une histoire d'amour pouvant être considérée comme étant « ringarde ». Comme tout le monde, elle évolue au cours de sa vie et développe en elle un côté plus sombre. Elle reste forte, élégante et est une femme moderne qui fait les choses qu'elle souhaite faire, quel que soit l'avis des autres, tout comme Madame Mallory.